# Paineiras
Paineiras är en kommun i Brasilien.   Den ligger i delstaten Minas Gerais, i den sydöstra delen av landet, 400 km sydost om huvudstaden Brasília. Antalet invånare är 4 631.
Omgivningarna runt Paineiras är huvudsakligen savann. Runt Paineiras är det mycket glesbefolkat, med 6 invånare per kvadratkilometer.